# 任侠興亡史 組長と代貸
『任侠興亡史 組長と代貸』（にんきょうこうぼうし くみちょうとだいがし）は、1970年（昭和45年）2月21日に東映系で公開された日本映画である。96分。
日本暴力団シリーズと一緒にされる場合もあるが別物であり、堅気になった元組長がかつて対立していた組織の取り扱う麻薬を巡っての駆け引きを描く、現代任侠アクションとなっている。

## キャスト
- 風間哲：鶴田浩二
- 北島宏：待田京介
- 清水義男：佐藤允
- 滝田勇：大木実
- 綾子：工藤明子
- 山岸重平：山本麟一
- 浜中正次郎：菅井一郎
- 警官：南利明
- 小松：室田日出男
- 金玉清：遠藤太津朗
- 岩本：成瀬昌彦
- 権藤：小林重四郎
- 桑島：八名信夫
- 橋本：植田灯孝
- 柴田：藤山浩二
- 松崎：福山象三
- 黒川：相馬剛三
- チンピラ：久地明
- 刺客：日尾孝司
- 子分：伊達弘
- 中川：高並功
- ：安城由貴
- ：門島アリナ
- 子分：佐藤晟也
- ：相原昇
- ：岡野耕作
- 外人：ジャック・モリス
- ：藤井まゆみ
- 羽田：土山登士幸
- レストランの親父：野口貴史
- ：亀山達也
- ：滝史郎
- ：吉田一夫
- 河西：山田甲一
- ：志摩栄
- ：佐川二郎
- 子分：山之内修
- 〃：畑中猛重
- ナレーター：小松方正
- 宮川五郎：沢村忠
- 戸田刑事：丹波哲郎
- ：ノンクレジット
- 子分：高月忠
- チンピラ：沢田浩二
- ボーイ：泉福之助
- 刑事：山浦栄、美原亮

## スタッフ
- 監督：降旗康男
- 脚本：笠原和夫、長田紀生
- 企画：俊藤浩滋、太田浩児
- 音楽：菊池俊輔

## 同時上映
- 極悪坊主 念仏三段斬り
- 監督：原田隆司
- 出演：若山富三郎、菅原文太他